# Премія НАН України імені О. І. Ахієзера
Пре́мія і́мені Олександра Ілліча́ Ахієзе́ра — премія, встановлена НАН України за видатні наукові роботи в галузі теоретичної фізики та фізики плазми 
Премію названо на честь одного із засновників української математичної школи, професора, академіка АН УРСР Олександра Ілліча Ахієзера.
Премію імені О. І. Ахієзера присуджує Відділення ядерної фізики та енергетики НАН України щотрироки.
Заснована постановою Президії НАН України № 180 від 30 травня 2018 року. Перше оголошення премії відбулося 2018 року. Перше вручення — у 2019 році за підсумками конкурсу 2018 року.

## Лауреати премії
| Рік  | Тема                                                                             | Лауреати                           | Коротко про лауреата |
| ---- | -------------------------------------------------------------------------------- | ---------------------------------- | --- |
| 2018 | за цикл праць «Деякі проблеми фізики твердого тіла та квантової електродинаміки» | Бар'яхтар Віктор Григорович        | академік НАН України, почесний директор Інституту магнетизму НАН України та МОН України                                                                                     |
| 2018 | за цикл праць «Деякі проблеми фізики твердого тіла та квантової електродинаміки» | Пелетмінський Сергій Володимирович | академік НАН України, головний науковий співробітник Інституту теоретичної фізики ім. О. І. Ахієзера Національного наукового центру «Харківський фізико-технічний інститут» |
| 2018 | за цикл праць «Деякі проблеми фізики твердого тіла та квантової електродинаміки» | Шульга Микола Федорович            | академік НАН України, генеральний директор Національного наукового центру «Харківський фізико-технічний інститут»                                                           |